# Lakatjärnen (Vilhelmina socken, Lappland)
Lakatjärnen är en sjö i Vilhelmina kommun i Lappland och ingår i Ångermanälvens huvudavrinningsområde. Lakatjärnen ligger i Marsfjället Natura 2000-område.